# Rio Awatere

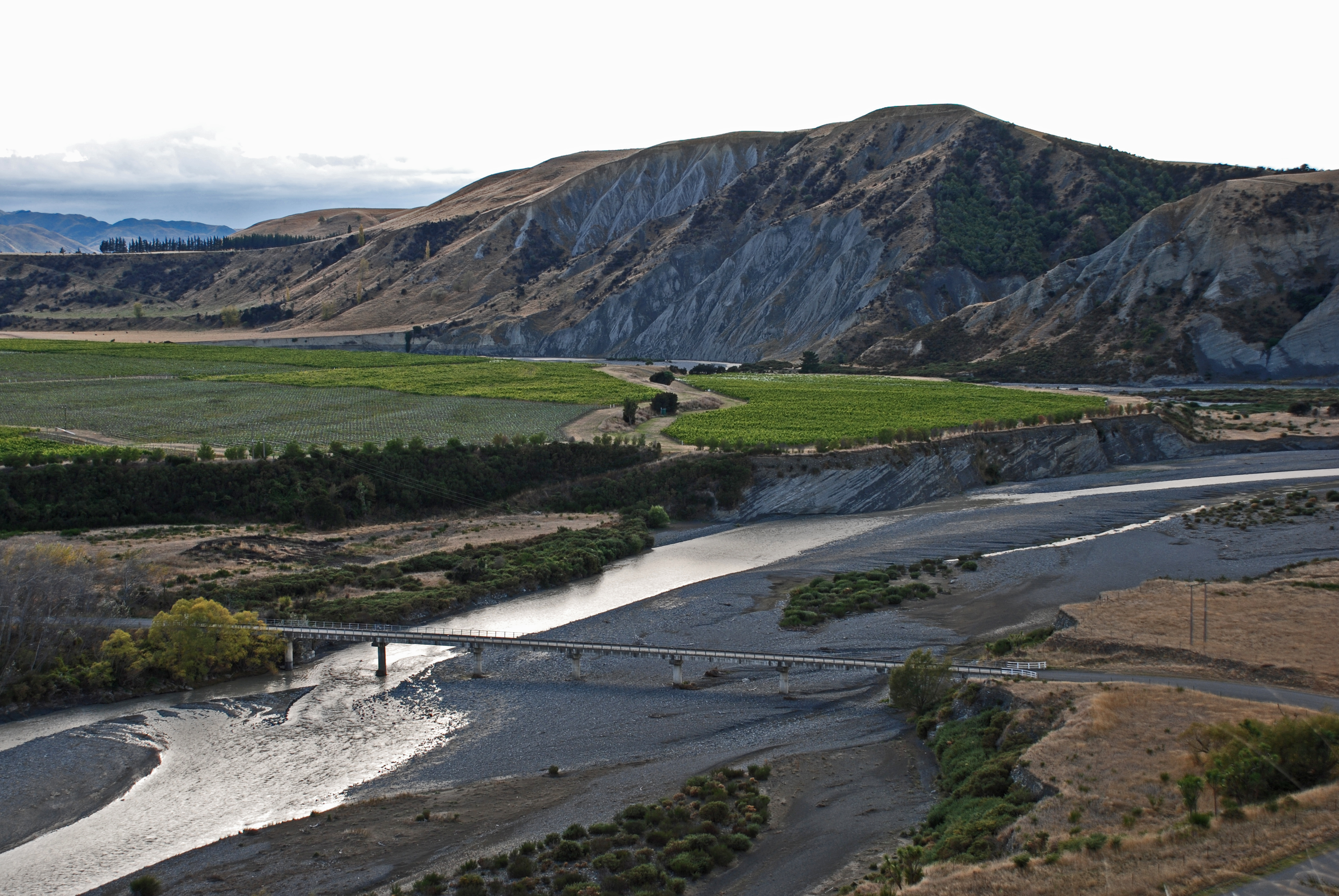
Rio Awatere

O rio Awatere é um rio que flui por Marlborough, na Nova Zelândia. Fluindo ao longo de uma falha geológica em linha, corre por um vale direto do nordeste para o oeste das montanhas de Kaikoura. Este vale é paralelo com rio Clarence, 20 km ao sul.  
Percorre 110 km de sua fonte no interior montanhoso do Estreito de Cook até perto da cidade de Seddon.